# Os Belenenses Andebol
Os Belenenses Andebol, är en handbollsklubb från Lissabon i Portugal.

## Kända spelare
- Jorge Humberto
- João Manuel Pinto Tomé
- Vladimir Pinto